# Magyarország a 2004-es junior atlétikai világbajnokságon
Magyarország az olaszországi Grossetóban megrendezett 2004-es junior atlétikai világbajnokság egyik részt vevő nemzete volt, 20 sportolóval képviseltette magát.

## Eredmények

### Férfi
| Versenyző      | Versenyszám    | Előfutam | Előfutam | Elődöntő | Elődöntő | Döntő    | Döntő    |
| Versenyző      | Versenyszám    | Idő      | Hely.    | Idő      | Hely.    | Idő      | Helyezés |
| -------------- | -------------- | -------- | -------- | -------- | -------- | -------- | -------- |
| Takács Dávid   | 800 m          | 1:50,98  | 5.       | kiesett  | kiesett  | kiesett  | kiesett  |
| Bene Barnabás  | 1500 m         | 3:45,82  | 2.       |          |          | 3:48,12  | 10.      |
| Tóth László    | 10 000 m       |          |          |          |          | 31:12,73 | 18.      |
| Molnár Balázs  | 400 m gát      | 52,97    | 6.       | kiesett  | kiesett  | kiesett  | kiesett  |
| Minczér Albert | 3000 m akadály | 9:00,59  | 7.       |          |          | kiesett  | kiesett  |
| Ott Balázs     | 3000 m akadály | 8:52,36  | 3.       |          |          | 8:52,49  | 8.       |

| Versenyző       | Versenyszám   | Selejtező | Selejtező | Döntő    | Döntő    |
| Versenyző       | Versenyszám   | Eredmény  | Hely.     | Eredmény | Helyezés |
| --------------- | ------------- | --------- | --------- | -------- | -------- |
| Szabó Róbert    | Magasugrás    | 2,05 m    | 10.       | kiesett  | kiesett  |
| Kürthy Lajos    | Súlylökés     | 18,05 m   | 9.        | kiesett  | kiesett  |
| Kürthy Lajos    | Diszkoszvetés | 55,00 m   | 6.        | 52,15 m  | 12.      |
| Pálhegyi Sándor | Kalapácsvetés | 69,22 m   | 5.        | 66,97 m  | 10.      |
| Németh Kristóf  | Kalapácsvetés | 67,64 m   | 5.        | 71,40 m  | 4.       |
| Magyari Zoltán  | Gerelyhajítás | 68,59 m   | 4.        | 67,95 m  | 9.       |
| Papp Bence      | Gerelyhajítás | 66,76 m   | 6.        | kiesett  | kiesett  |

### Női
| Versenyző         | Versenyszám        | Előfutam      | Előfutam      | Elődöntő | Elődöntő | Döntő    | Döntő    |
| Versenyző         | Versenyszám        | Idő           | Hely.         | Idő      | Hely.    | Idő      | Helyezés |
| ----------------- | ------------------ | ------------- | ------------- | -------- | -------- | -------- | -------- |
| Rózsa Zsófia      | 100 m              | 12,19         | 6.            | kiesett  | kiesett  | kiesett  | kiesett  |
| Rózsa Zsófia      | 200 m              | 25,20         | 6.            | kiesett  | kiesett  | kiesett  | kiesett  |
| Madarász Viktória | 3000 m akadály     | 11:05,55      | 10.           |          |          | kiesett  | kiesett  |
| Wágenhoffer Judit | 3000 m akadály     | nem ért célba | nem ért célba |          |          | kiesett  | kiesett  |
| Erdős Ivett       | 10 000 m gyaloglás |               |               |          |          | 50:58,95 | 20.      |
| Gerendási Eszter  | 10 000 m gyaloglás |               |               |          |          | 50:34,85 | 18.      |

| Versenyző      | Versenyszám   | Selejtező | Selejtező | Döntő    | Döntő    |
| Versenyző      | Versenyszám   | Eredmény  | Hely.     | Eredmény | Helyezés |
| -------------- | ------------- | --------- | --------- | -------- | -------- |
| Németh Orsolya | Kalapácsvetés | 57,09 m   | 4.        | 57,32 m  | 9.       |
| Nickl Vanda    | Kalapácsvetés | 60,36 m   | 2.        | 60,37 m  | 5.       |

| Versenyző      | Versenyszám | 100 m gát | Magasugrás | Súlylökés | 200 m | Távolugrás | Gerelyhajítás | 800 m   | Végeredmény | Végeredmény |
| Versenyző      | Versenyszám | Idő       | Eredmény   | Eredmény  | Idő   | Eredmény   | Eredmény      | Idő     | Pont        | Helyezés    |
| -------------- | ----------- | --------- | ---------- | --------- | ----- | ---------- | ------------- | ------- | ----------- | ----------- |
| Farkas Györgyi | Hétpróba    | 14,24     | 1,74 m     | 10,52 m   | 26,01 | 5,78 m     | 40,84 m       | 2:16,22 | 5550        | 7.          |